# Anomis semipallida
Anomis semipallida là một loài bướm đêm trong họ Erebidae.